# Bassossi
Bassossi (auch Asobse, Basosi, Basossi, Ngen, Nsose, Nswase, Nswose, Sosi und Swose) ist eine Bantusprache und wird von circa 5000 Menschen im Südwesten Kameruns gesprochen.
Sie ist im Département Koupé-Manengouba in der Region Sud-Ouest verbreitet.

## Klassifikation
Bassossi ist eine Nordwest-Bantusprache und gehört zu den Ngoe-Sprachen innerhalb Lundu-Balong-Gruppe, die als Guthrie-Zone A10 klassifiziert wird.
Sie hat den Dialekt Mienge (auch Nieder-Mbo).